# Malacañán de Cebú
El Malacañan de Cebú (en tagalo: Malakanyang sa Cebu, también localmente: Malacañang sa Sugbo) es la residencia oficial del presidente de Filipinas en la región de Bisayas. Se encuentra cerca del puerto de la ciudad de Cebú a lo largo del Canal de Mactan. Está situado cerca de la fortaleza de San Pedro, a poca distancia de las otras atracciones de la ciudad como la Basílica Menor del Santo Niño, la Cruz de Magallanes y el Ayuntamiento de la ciudad de Cebú. Fue llamado así debido al nombre del Palacio de Malacañan, la residencia oficial del presidente en la ciudad capital de Manila.

## Imágenes

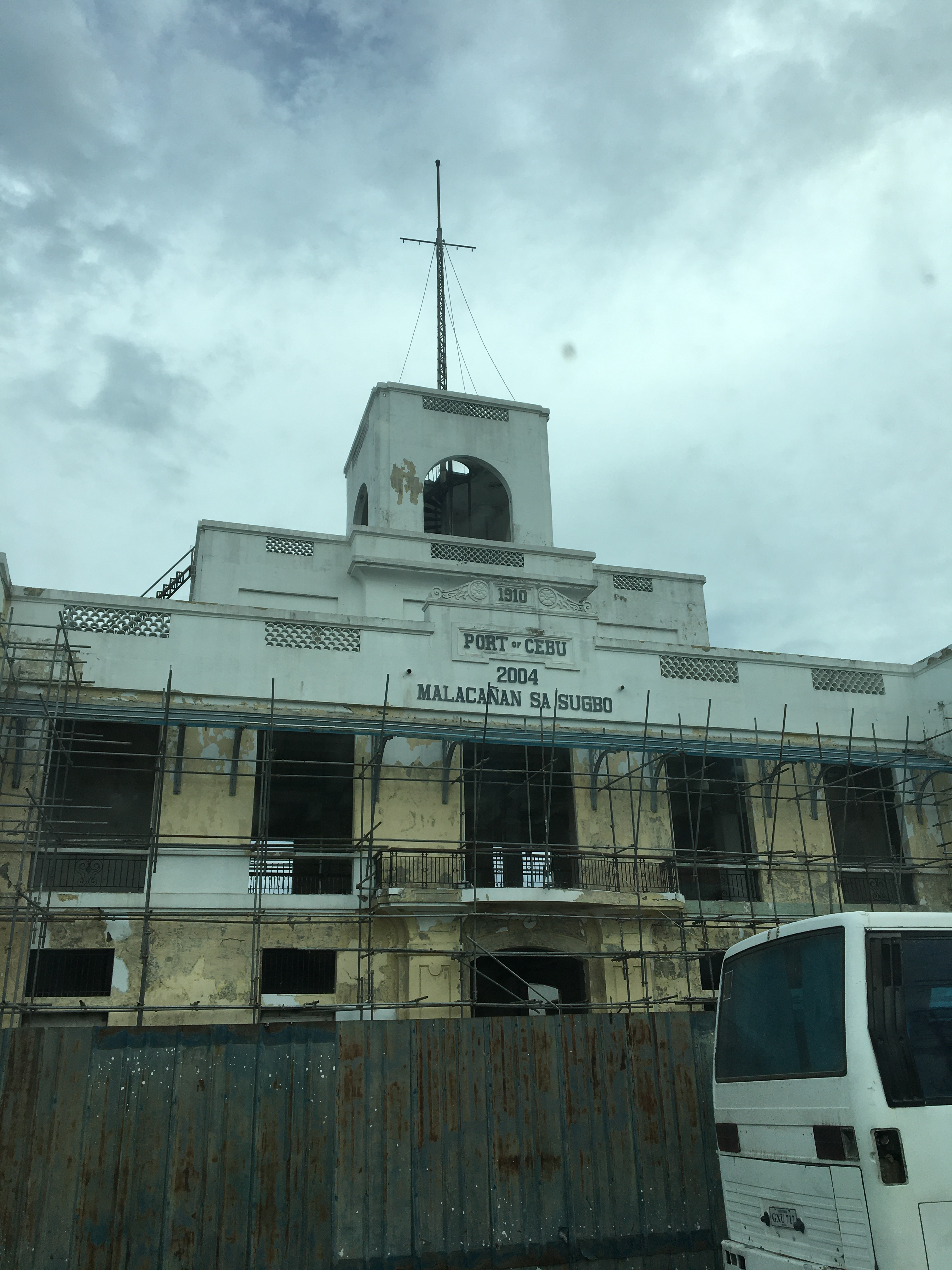
Restauración en 2022